# Kai Haferkamp
Kai Haferkamp (* 1967 in Oldenburg) ist von Beruf Rechtsanwalt, bekannt ist er als Spieleautor für seine Kinderspiele. Er gilt als Spezialist für Literaturumsetzungen und hat u. a. Werke von Antoine de Saint-Exupéry, Otfried Preußler, Michael Ende, Astrid Lindgren, Eric Carle, Cornelia Funke, Paul Maar und vielen anderen bekannten Autoren spielerisch umgesetzt.

## Biografie und Rezeption
Kai Haferkamp hat in den letzten 30 Jahren über 200 Spiele sowie mehrere Kinderbücher veröffentlicht. Seine Ideen schöpft der Jurist nach eigenen Angaben vor allem aus eigenen Kindheitserinnerungen und verlässt sich bei deren Beurteilung in Bezug auf eine Realisierung auf seine Fähigkeit, Spiele und Bücher nicht nur als Erwachsener, sondern stets auch immer gleichermaßen noch mit den Augen eines Kindes sehen zu können. Bei seinen Spielen ist es Haferkamp wichtig, stets ein besonderes Element zu schaffen, einen sogenannten “Magic Moment”, der Kinder begeistert.
Die Jury Spiel des Jahres schreibt anlässlich der Nominierung seines Spiels Rettet den Märchenschatz für das Kinderspiel des Jahres 2007 über ihn:

„Der Osnabrücker Rechtsanwalt Kai Haferkamp ist der erfolgreichste Kinderspielautor der vergangenen Jahre. Seit 2003 konnte er sich Jahr für Jahr mit mindestens einem Spiel auf der Empfehlungs- oder Nominierungsliste der Jury platzieren.
Seine besondere Stärke sind spielerische Umsetzungen literarischer Vorlagen. „Lauras Sternenspiel“, veröffentlicht bei Amigo, wurde 2003 zum „Kinderspiel des Jahres“ nominiert. „Der kleine Prinz“ von Antoine de Saint-Exupéry und „Jim Knopf“ von Michael Ende erschienen als Spiel bei Kosmos, ebenso wie „Das kleine Gespenst“ von Otfried Preußler, für das Haferkamp 2005 den Hauptpreis erhielt. War es bisher typisch für ihn, dass er kongeniale Spiele zu erfolgreichen Kinderbüchern entwickelt hat, so hat er mit „Rettet den Märchenschatz“ erstmals ein Spiel gestaltet, in dem man das von ihm selbst geschriebene Märchen erlebt.“

Die Fachzeitschrift für Kinder- und Jugendmedien „Eselsohr“ stellt fest:

„Kai Haferkamp ist ein Übersetzer. Einer, der Literatur in die Sprache des Spiels überträgt: behutsam, eng am Text und doch immer mit einer eigenen Handschrift. Literaturspielerisch kommt niemand an ihm vorbei, selten an ihn heran.“

Zitat aus einem Beitrag über Literaturspiele der Fachzeitschrift „Eselsohr“, Oktober 2008, „Frisch gelesen ist halb gewonnen“, von Anja Lehmgrübner, S. 36
2003 wurde sein Spiel Lauras Sternenspiel für das Kinderspiel des Jahres nominiert. Schloss Schlotterstein, das er aktiv mitgestaltete, wurde im gleichen Jahr mit dem Deutschen Kinderspielepreis ausgezeichnet. Es erhielt ebenfalls den belgischen Kinderspielepreis 2003 sowie beim österreichischen Spielepreis 2003 die Auszeichnung Spielehit für Kinder. 2005 wurde sein Spiel Das kleine Gespenst, eine Umsetzung des gleichnamigen Kinderbuchs von Otfried Preußler, zum Kinderspiel des Jahres 2005 gekürt. 2007 wurde zudem das Spiel Rettet den Märchenschatz für das Kinderspiel des Jahres nominiert.
Für sein Spiel Fröhlich oder traurig … wie zeigst du Gefühle?, erschienen im Kosmos-Verlag 2007, wurde Haferkamp ausgezeichnet mit dem Toys Innovation Award 2007. Auf der Empfehlungsliste der Jury Spiel des Jahres finden sich 2004 sein Spiel Spatzenbande (Ravensburger) und 2006 das Spiel Mit Felix um die Welt, das im Coppenrath-Verlag, Münster, erschienen ist. 2008 wurde sein Spiel Capt´n Sharky – Abenteuer auf der Schatzinsel aus dem Coppenrath Verlag für das Kinderspiel des Jahres nominiert. Sein im Amigo Verlag erschienenes Spiel Lauras erste Übernachtung wurde von der Jury auf die Empfehlungsliste 2008 gesetzt und erhielt beim österreichischen Spielepreis 2008 die Auszeichnung Spielehit für Kinder. Im Jahr 2009 wurden seine beiden Spiele Polizei-Alarm (Haba) und Der kleine Ritter Trenk in die Empfehlungsliste Kinderspiel des Jahres aufgenommen. 2010 schaffte seine Literaturumsetzung des gleichnamigen Buches "Die kleine Raupe Nimmersatt" (Schmidt-Spiele) den Sprung auf die Empfehlungsliste Kinderspiel des Jahres. Ebenfalls auf der Empfehlungsliste Kinderspiel des Jahres wurde von der Jury 2011 sein für das audiodigitale Lernsystem tiptoi entwickeltes Spiel Magors Lesezauber (Ravensburger) platziert.

## Ludografie
- 1993: Egalité, ASS
- 1996: Stratego 4 (mit Oliver Rauch und Ben Leijten), Jumbo
- 2000: Molly Maulwurf, HABA
- 2001: Dornröschen, Franckh-Kosmos-Verlag
- 2001: Gespensterjagd auf Canterville Castle, Amigo, Rio Grande Games, 999 Games
- 2002: Der kleine Prinz, Franckh-Kosmos-
- 2002: Schneewittchen Memo Menu, Schmidt-Spiele
- 2002: Lauras Sternenspiel (mit Rüdiger Husmeier und Klaus Baumgart), Amigo; nominiert für das Kinderspiel des Jahres 2003
- 2003: Erstes Schreibspiel, Ravensburger
- 2003: Der Kleine Prinz geht auf die Reise, Franckh-Kosmos
- 2003: Der Kleine Prinz zähmt den Fuchs, Franckh-Kosmos
- 2003: Der kleine Prinz beschützt seinen Planeten, Franckh-Kosmos
- 2003: Schloss Schlotterstein (mit Markus Nikisch), HABA; Auswahlliste zum Kinderspiel des Jahres 2003 / Deutscher Kinderspiele Preis 2003 / Spiel der Spiele: Spiele Hit für Kinder 2003 / Belgischer Kinderspielpreis 2003
- 2003: Hexenkompott, HABA; 1. Platz „Lieblingskinderspiel“ Kategorie I der Kinderspielexperten online Aktion 2004
- 2004: Nimm uns mit, Jim Knopf, Kosmos
- 2004: Piraten, Planken & Peseten, Kosmos
- 2004: Le Bateau Des Pirates, Jumbo
- 2004: Spatzenbande, Ravensburger; Spiel des Jahres – Empfehlungsliste 2004
- 2004: Wortspiel, Piatnik
- 2004: Piratenschat, Jumbo Amsterdam
- 2004: Die Schatzsucher, Kosmos
- 2004: Volgende Patient, Jumbo Amsterdam, (nominiert für das niederländische Kinderspiel des Jahres)
- 2005: Schlotti Schlotter (mit Markus Nikisch), HABA
- 2005: Der große Feenball, Coppenrath Verlag
- 2005: Das kleine Gespenst, Franckh-Kosmos; Kinderspiel des Jahres 2005
- 2005: Mit Felix um die Welt, Coppenrath Verlag; Kinderspiel des Jahres: Empfehlungsliste 2006
- 2005: Die wilden Fußballkerle: Schuss … Tor! (mit Joachim Masannek), Franckh-Kosmos
- 2005: Gesucht und Gefunden (mit Rüdiger Husmeier), Ursula Lauster Lernspielreihe, Kosmos
- 2005: Lesedetektive, Ursula Lauster Lernspielreihe, Franckh-Kosmos
- 2005: Der Nächste bitte, Jumbo Spiele
- 2006: Prinzessin Lillifee: In der Schlossbäckerei, Coppenrath Verlag
- 2006: Mini Schlotterstein (mit Markus Nikisch), HABA
- 2006: Benni Bücherwurm, Ravensburger
- 2006: Das Sams (mit Paul Maar), Franckh-Kosmos
- 2006: Weißt du eigentlich, wie lieb ich dich hab? Franckh-Kosmos
- 2006: Ritter Kunibert im Zahlenland, Ravensburger
- 2006: Schloss Silbenstein, Ravensburger
- 2006: Mauseschlau & Bärenstark: Zeitreise, Ravensburger
- 2006: Die wilden Fußballkerle – Geheimtraining, Franckh-Kosmos
- 2006: Die lieben Sieben – Mein erstes Farbspiel, Coppenrath Verlag
- 2006: Wirbel auf der Weide, Coppenrath Verlag
- 2006: Die wilden Fußballkerle: Das Rennen (mit Gerti Köpf), Franckh-Kosmos
- 2007: Kosmolino – ein Käse, sechs Eier, wie lerne ich Einkaufen, Franckh-Kosmos
- 2007: Die kleine Hexe, Franckh-Kosmos
- 2007: Rettet den Märchenschatz, Selecta; nominiert für das Kinderspiel des Jahres 2007 / Spiel der Spiele: Spielehit für Kinder 2007
- 2007: Der kleine Medicus (mit Prof. Dietrich Grönemeyer), Franckh-Kosmos
- 2007: Die freche Sprechhexe (mit Prof. G. Heuß-Giebert), Ravensburger
- 2007: Benjamin Blümchen – Lern das ABC, Schmidt Spiele
- 2007: Dora ABC Pilot Lustige Reise durch das ABC, Schmidt Spiele
- 2007: Fröhlich oder traurig … wie zeigst du Gefühle?, Franckh-Kosmos; ausgezeichnet mit dem Toys Innovation Award 2007
- 2007: Pippi Langstrumpf, Franckh-Kosmos
- 2007: Pippi Langstrumpf und ihre Freunde, Franckh-Kosmos
- 2007: Pippi Langstrumpf macht was ihr gefällt, Franckh-Kosmos
- 2007: Alle meine Pferde, Coppenrath Verlag
- 2007: Über Stock und Stein, Coppenrath Verlag
- 2007: Kopf an Kopf, Coppenrath Verlag
- 2007: Felix – Wo steckst du?, Coppenrath Verlag
- 2007: Prinzessin Lillifee – Ich packe meinen Koffer, Coppenrath Verlag
- 2007: Prinzessin Lillifee – Wo ist meine Lieblingskette?, Coppenrath Verlag
- 2007: Prinzessin Lillifee – Die Perlensuche, Coppenrath Verlag
- 2007: TKKG – Das Phantom der Nacht, Schmidt Spiele
- 2007: Capt´n Sharky – Abenteuer auf der Schatzinsel, Coppenrath Verlag/Die Spiegelburg, nominiert für das Kinderspiel des Jahres 2008
- 2007: Lauras erste Übernachtung, Amigo; Empfehlungsliste Kinderspiel des Jahres 2008
- 2008: Billy Biber, Ravensburger
- 2008: Magischer Elfentanz, Franckh-Kosmos
- 2008: Zauberhaftes Elfenreich, Franckh-Kosmos
- 2008: Die Olchis werden Fußballmeister, Franckh-Kosmos
- 2008: Die Olchis auf Geburtstagsreise, Franckh-Kosmos
- 2008: Die Olchis ziehen um, Franckh-Kosmos
- 2008: Englisch mit Hexe Huckla – Das Spiel, Franckh-Kosmos und Langenscheidt Verlag
- 2008: Hände weg von Mississippi, Franckh-Kosmos
- 2008: Herr der Diebe, Franckh-Kosmos
- 2008: Der kleine Medicus (mit Prof. Dietrich Grönemeyer), Mitbringspiel, Franckh-Kosmos
- 2008: Hexe Lilli macht Zauberquatsch, Franckh-Kosmos
- 2008: Die Olchis sind da, Franckh-Kosmos
- 2008: Der kleine Ritter Trenk, Schmidt Spiele Empfehlungsliste 2009
- 2008: Elefant, Tiger & Co, Spiel für die Yvio Spielekonsole, PublicSolution GmbH
- 2008: Prinzessin Lillifee – Abenteuer in der Südsee, Coppenrath Verlag
- 2008: Capt’n Sharky – Volle Fahrt voraus!, Coppenrath Verlag
- 2008: Capt’n Sharky – Messerwerfen, Coppenrath Verlag
- 2008: Capt’n Sharky – Piraten Poker, Coppenrath Verlag
- 2008: TKKG Rittersaal Rätsel- und Spielpuzzle, Schmidt Spiele
- 2008: TKKG Dinosauriermuseum Rätsel- und Spielpuzzle, Schmidt Spiele
- 2008: TKKG Juwelier Rätsel- und Spielpuzzle, Schmidt Spiele
- 2008: TKKG Antiquariat Rätsel- und Spielpuzzle, Schmidt Spiele
- 2009: Kim Possible Mission Alarm, Schmidt Spiele
- 2009: Kim Possible Schurken Schnappen, Schmidt Spiele
- 2009: Prinzessin Lillifee – Obstkörbchen, Coppenrath Verlag
- 2009: Billy Biber Mitbringspiel, Ravensburger
- 2009: Kosmolino – Kennst du die Jahreszeiten? , Franckh-Kosmos
- 2009: Die Fitesser, Ravensburger
- 2009: Polizei-Alarm, (mit Markus Nikisch), HABA Empfehlungsliste 2009 Spiel der Spiele: Spielehit für Kinder 2009
- 2009: Scout Lernspielreihe: Kennst du das ABC? , Franckh-Kosmos
- 2009: Scout Lernspielreihe: Kannst du rechnen? , Franckh-Kosmos
- 2009: Scout Lernspielreihe: Kennst du die Uhr? , Franckh-Kosmos
- 2009: Die kleinen Lerndrachen, mein Trainingsspiel Mathematik , Franckh-Kosmos
- 2009: Die kleinen Lerndrachen, mein Trainingsspiel Konzentration, Franckh-Kosmos
- 2009: Laura und das chinesische Feuerwerk, Lauras Stern und der geheimnisvolle Drache Nian, Amigo; nominiert für den Toys Innovation Award 2009
- 2009: Capt’n Sharky – Abenteuer auf der kleinen Schatzinsel, Coppenrath Verlag
- 2009: Petterson und Findus: Auf dem Bauernhof ist was los!, Spiel für die Yvio Spielekonsole, PublicSolution GmbH
- 2009: Die kleine Raupe Nimmersatt – Das Original-Spiel zum Buch, Schmidt Spiele, Empfehlungsliste Kinderspiel des Jahres 2010
- 2009: Caspar en de Spookschool, 999 Games, Niederlande
- 2010: Die freche Englisch-Hexe,  Ravensburger
- 2010: Mauseschlau und Bärenstark – Mach dich fit und clever! (mit Ingeborg Ahrenkiel), Ravensburger
- 2010: Schloss Schlotterstein – Das Kartenspiel (mit Markus Nikisch), HABA
- 2010: Das kleine Gespenst – Mitbringspiel,  Franckh-Kosmos
- 2010: Conni im Kindergarten, Franckh-Kosmos
- 2010: Die drei Fragezeichen Kids, Fußballgötter – Wer gewinnt den Pokal?, Franckh-Kosmos
- 2010: Die Teufelskicker, Ein unheimlich starker Gegner, Franckh-Kosmos
- 2010: Die Teufelskicker, Talent gesichtet, Franckh-Kosmos
- 2010: Die Teufelskicker, Moritz macht das Spiel, Franckh-Kosmos
- 2010: Bibi Blocksberg – Hexenkugel, Schmidt Spiele
- 2010: Mit Felix durch Deutschland, Coppenrath Verlag
- 2010: T-Rex World – Kampf der Saurier, Coppenrath Verlag
- 2010: Magors Lesezauber, tiptoi, audiodigitales Lernsystem, Ravensburger; Empfehlungsliste Kinderspiel des Jahres 2011
- 2010: Die Englisch-Detektive, tiptoi, audiodigitales Lernsystem, Ravensburger; nominiert für den deutschen Lernspielpreis 2011 in der Kategorie ab 6 Jahren
- 2011: Prinzessin Lillifee – Das Blütenfest, Reisespiel, Coppenrath Verlag
- 2011: Capt´n Sharky – Die Schatzkammer, Reisespiel, Coppenrath Verlag
- 2011: Pferdefreunde – Fest im Sattel, Reisespiel, Coppenrath Verlag
- 2011: T-Rex World – Tal der Gefahren, Reisespiel, Coppenrath Verlag
- 2011: Feuerwehr – Was ist Was Junior, Franckh-Kosmos
- 2011: Piraten – Was ist Was Junior, Franckh-Kosmos
- 2011: Der Räuber Hotzenplotz – Das lustige Würfelspiel, Franckh-Kosmos
- 2011: Winnie the Pooh – Wo ist I-Aahs Schwänzchen,  Ravensburger
- 2011: Schmidts Katze und die Mäusebande, Schmidt Spiele
- 2012: Pferde & Ponys – Was ist Was Junior, Franckh-Kosmos
- 2012: Jim Knopf und Lukas der Lokomotivführer – Lustiges Memo-Reisespiel, Franckh-Kosmos
- 2012: Scout Lernspielreihe: Rechenhexe, Franckh-Kosmos
- 2012: Mission im Lesedschungel, tiptoi, audiodigitales Lernsystem, Ravensburger
- 2012: Terra Kids Entdeckerquiz Deutschland, HABA
- 2012: Ab durch den Dschungel – Grob- und Feinmotorik, Serie Fit für den Einschulungstest, HABA
- 2012: Monsterquatsch – Sprachkompetenz, Serie Fit für den Einschulungstest, HABA
- 2012: 3 Gnus und 7 Kakadus – Zahlen- und Mengenverständnis, Serie Fit für den Einschulungstest, HABA
- 2012: Was ist da los – Soziale Kompetenz, Serie Fit für den Einschulungstest, HABA
- 2012: Nacht der magischen Schatten, HABA, ausgezeichnet mit dem Toy Innovation Award 2013
- 2012: Der kleine Prinz – Planetenwanderer, Schmidt Spiele
- 2012: Konstantin, Das Känguru, Modepark Röther
- 2013: Bibi Blocksberg – Hexenkugel Mitbringspiel, Schmidt Spiele
- 2013: Die monsterstarke Musikschule, tiptoi, audiodigitales Lernsystem, Ravensburger
- 2013: Rund ums Taschengeld, Ravensburger
- 2013: Miau! – Das rasante Mäusespiel, Huch!&Friends
- 2014: Gruselrunde zur Geisterstunde, Ravensburger Empfehlungsliste 2014
- 2014: Was ziehe ich an, Ravensburger
- 2014: Der hungrige Zahlenroboter, tiptoi, audiodigitales Lernsystem, Ravensburger
- 2014: Die internationale Sprachenrallye, tiptoi, audiodigitales Lernsystem, Ravensburger
- 2014: Mit Felix durch die Welt, Die Spiegelburg
- 2014: Felix – Ich mache eine Reise, Die Spiegelburg
- 2014: Auf der Baustelle – Was ist Was Junior, Franckh-Kosmos
- 2014: Quizzomat Junior (mit Markus Nikisch), HABA
- 2015: Der Räuber Hotzenplotz – Die magische Kristallkugel (mit Markus Nikisch), HABA
- 2015: Der Räuber Hotzenplotz – Hinterhalt im Räuberwald (mit Markus Nikisch), HABA
- 2015: Bibi Blocksberg – Der verhexte Hexenbesen, Schmidt Spiele
- 2015: Schatzsuche in der Buchstabenburg, tiptoi, audiodigitales Lernsystem, Ravensburger
- 2016: Quartett Reiseabenteuer – Kurios, spannend, verrückt!, Coppenrath Verlag
- 2016: Fußball – Das lustige Wissensspiel, Reihe: WAS IST WAS Junior, Franckh-Kosmos
- 2016: Robbi, Tobbi und das Fliewatüüt – Reise mit Robbi und Tobbi um die Welt, HUCH!
- 2016: Rettet den Märchenschatz, Pegasus-Spiele
- 2017: Komm mit einkaufen!, Scout-Spielereihe, Kosmos
- 2017: Bibi & Tina – Das große Rennen, Schmidt Spiele
- 2017: Robbi, Tobbi und das Fliewatüüt – Die Roboterprüfung, HUCH!
- 2017: Kunterbunter Spielezoo – Die tierische Spielesammlung, Ravensburger
- 2017: Erforsche den Körper – Durchleuchte Knochen, Muskeln und Haut, Ravensburger
- 2017: Lese-Polizei – Einsatz in Wimmelstadt, HABA
- 2018: Bibi Blocksberg – Der blubbernde Hexenkessel, Schmidt Spiele
- 2018: Bibi Blocksberg – Der blubbernde Hexenkessel Mitbringspiel, Schmidt Spiele
- 2018: Monsterstarker GlibberKlatsch, Ravensburger
- 2018: Die Legende der Irrlichter, HABA
- 2018: Die Maus – Unterwegs in Deutschland, Schmidt Spiele
- 2019: Die kleine Hexe: Das verdrehte Memospiel, HUCH!
- 2019: Die kleine Hexe: Das turbulente Flug- und Suchspiel, HUCH!
- 2019: Der Räuber Hotzenplotz – So ein Theater (Spiel zum Buch "Der Räuber Hotzenplotz" von Otfried Preußler), HUCH!
- 2019: Der Räuber Hotzenplotz – Wer findet den Räuber (Spiel zum Buch "Der Räuber Hotzenplotz von Otfried Preußler), HUCH!
- 2019: Kinderspiele aus aller Welt, Ravensburger
- 2019: Farben- und Formenzauber – Rund oder eckig – rot, gelb, blau, Ravensburger
- 2019: Benjamin Blümchen – Das Spiel zum Film, Schmidt Spiele
- 2019: Nuss voraus! – Versteckt und wiederentdeckt, Reihe: Mein erstes Brettspiel + Elektronik, Ravensburger
- 2019: Mein Körper – Das lustige Wissensspiel, Reihe: WAS IST WAS Junior, Franckh-Kosmos
- 2019: Die Eiskönigin – Völlig unverfroren, tiptoi, audiodigitales Lernsystem, Ravensburger
- 2020: Dschungelolympiade, active Set, tiptoi, audiodigitales Lernsystem, Ravensburger
- 2020: Mein erstes Sprechhexchen – Sortieren, sprechen und verzaubern, Ravensburger
- 2020: Find the Code: Pirateninsel, HABA
- 2020: Find the Code: Fantasieland, HABA
- 2020: Unterwegs in der Natur, tiptoi, audiodigitales Lernsystem, Ravensburger
- 2020: Escape the Labyrinth (zum Spiel "Das verrückte Labyrinth von Max J. Kobbert), Ravensburger
- 2020: Find your way out. Bibel Escape-Spiel,  Coppenrath Verlag
- 2021: Sherlock Holmes – Die mysteriöse Jagd durch London – Krimi Escape-Spiel in 24 Rätseln, Coppenrath Verlag
- 2021: Rund um den Verkehr – Schritt für Schritt sicher ans Ziel, Reihe: "spielend Neues lernen", Ravensburger
- 2021: Das kleine Gespenst (Spiel zum gleichnamigen Buch von Otfried Preußler), HUCH!
- 2021: Das kleine Gespenst – Wettlauf nach Burg Eulenstein (Spiel zum Buch von Otfried Preußler), HUCH!
- 2021: Memento Monstrum Zettelkalender – Das geheimnisvolle Schloss: Escape-Room-Spiel mit 24 kniffeligen Rätseln,  Coppenrath Verlag
- 2022: Die drei Freunde und der geheimnisvolle Schatz – Ein Abenteuer-Rätselspiel zur Erstkommunion, Coppenrath Verlag
- 2022: Woodwalkers – THE GAME (Spiel zur Buchreihe Woodwalkers von Katja Brandis), Magellan Verlag
- 2022: Der verrückte Rechenzoo -- Zahl für Zahl zum bunten Schal, tiptoi, audiodigitales Lernsystem, Ravensburger
- 2023: Mein tierischer Musikspaß – Finde die Tiere und lerne ihre Instrumente kennen, tiptoi, audiodigitales Lernsystem, Ravensburger
- 2023: Sicher durch den Straßenverkehr – Erlebe einen Tag in der Verkehrsschule!, tiptoi, audiodigitales Lernsystem, Ravensburger
- 2023: Woodwalkers – THE DUEL (Spiel zur Buchreihe Woodwalkers von Katja Brandis), Magellan Verlag
- 2023: Pippi Langstrumpf – Die lustige Sachen-Suche, Schmidt Spiele
- 2023: Bobo Siebenschläfer – Bobo im Zoo – Die spannende Tiersuche, Schmidt Spiele
- 2023: Natur-Entdecker – Das kooperative Outdoor-Spiel, Reihe: "spielend Neues lernen", Ravensburger
- 2023: LÜK Das Spiel – Ein Wissensspiel für die ganze Familie, Westermann Verlag
- 2023: LÜK Das Spiel – Erweiterung zum Basisspiel: Tolles Tohuwabohu, Westermann Verlag
- 2024: LÜK Das Spiel – Erweiterung zum Basisspiel: Sensationelles Spektakel, Westermann Verlag
- 2024: LÜK Das Spiel – Erweiterung zum Basisspiel: Raffinierte Rätselrallye, Westermann Verlag
- 2024: Wir spielen Kochen – Welcher kleine Koch hilft mit?  Reihe: "spielend Neues lernen", Ravensburger
- 2024: Bibi & Tina, Beste Freundinnen – Das pferdestarke Freundschaftsspiel, Schmidt Spiele
- 2024: Gabby´s Dollhouse  Eine miau-tastische Schnitzeljagd, Schmidt Spiele

## Auszeichnungen
Kinderspiel des Jahres
- 2003: Lauras Sternenspiel, Nominierung
- 2003: Schloss Schlotterstein, Auswahlliste
- 2004: Spatzenbande, Empfehlungsliste
- 2005: Das kleine Gespenst, Nominierung
- 2006: Mit Felix um die Welt, Empfehlungsliste
- 2007: Rettet den Märchenschatz, Nominierung
- 2008: Capt´n Sharky – Abenteuer auf der Schatzinsel, Nominierung
- 2008: Lauras erste Übernachtung, Empfehlungsliste
- 2009: Der kleine Ritter Trenk, Empfehlungsliste
- 2009: Polizei-Alarm!, Empfehlungsliste
- 2010: Die kleine Raupe Nimmersatt – Das Original-Spiel zum Buch, Empfehlungsliste
- 2011: tiptoi - Magors Lesezauber, Empfehlungsliste
- 2014: Gruselrunde zur Geisterstunde, Empfehlungsliste

Deutscher Kinderspielepreis
- 2003: Schloss Schlotterstein, Gewinner

Österreichischer Spielepreis
- 2003: Schloss Schlotterstein, Spiele Hit für Kinder
- 2007: Rettet den Märchenschatz, Spiele Hit für Kinder
- 2008: Lauras erste Übernachtung, Spiele Hit für Kinder
- 2009: Polizei-Alarm!, Spiele Hit für Kinder

Deutscher Lernspielpreis
- 2011: Die Englisch-Detektive, tiptoi, audiodigitales Lernsystem (Leserpreis der Zeitschrift spielen und lernen)

## Bücher
- Das Weihnachtspony mit Ute Thönissen, Coppenrath Verlag 2005
- Spannende Brettspiele für unterwegs. Mein lustiges Magnet-Spielbrett-Buch mit Christian Jeremies, Coppenrath Verlag 2005
- Das Weihnachtspony, Hörbuch, CD und Kassette, Coppenrath Verlag 2006
- Spannende Brettspiele für die Ferien. Mein lustiges Magnet-Spielbrett-Buch, Coppenrath Verlag 2006
- Das Weihnachtspony, mit Plüschpony, Coppenrath Verlag 2007
- Detektivbüro Kniffel & Knobel: Der Feuerteufel – Drei Rätselkrimis für clevere Detektive, Coppenrath Verlag 2011
- Guck mal, hier wohnt der Weihnachtsmann, Coppenrath Verlag 2011
- Detektivbüro Kniffel & Knobel: Das Schwarze Phantom – Drei Rätselkrimis für clevere Detektive, Coppenrath Verlag 2012
- Detektivbüro Kniffel & Knobel: Weihnachtsraub auf Burg Felsenfest, Coppenrath Verlag 2012
- Das kleine Rentier und der große Weihnachtswunsch, Coppenrath Verlag 2012
- tiptoi® Lern mit mir!: tiptoi® Mathe 1. Klasse, Ravensburger 2015
- Se.Cr.Et. Kids – Finde den Weihnachtsschatz, Coppenrath Verlag 2017
- Der kleine Bär und das allerschönste Weihnachtsgeschenk, Breuninger 2018
- Leise sein für Anfänger, Baumhaus Verlag 2023
- Der kleine Wal und der schönste Ort der Welt, Karibu 2023
- Das Geheimnis des Ozeans – Eine Rätselreise auf der Suche nach dem wertvollsten Schatz der Welt, Groh Verlag 2024
- Das Weihnachtspony, Coppenrath Verlag 2024